# اتفاقية التجارة الحرة بين مجلس التعاون الخليجي والمملكة المتحدة
اتفاقية التجارة الحرة بين مجلس التعاون الخليجي والمملكة المتحدة (بالإنجليزية: Gulf Cooperation Council–United Kingdom Free Trade Agreement) هي اتفاقية تجارة حرة مقترحة بدأت المفاوضات بشأنها في يونيو 2022. وعند إتمامها، ستكون أول اتفاقية تجارة حرة بين المملكة المتحدة ومجلس التعاون الخليجي أو أي من دوله الأعضاء: البحرين، والكويت، وعُمان، وقطر، والسعودية، والإمارات.

## الخلفية
عقب استفتاء بقاء المملكة المتحدة ضمن الاتحاد الأوروبي 2016، والذي صوّتت فيه المملكة المتحدة لصالح الانسحاب من الاتحاد الأوروبي، بدأت دول الخليج بالضغط على الحكومة البريطانية من أجل إبرام اتفاق تجاري لما بعد الخروج من الاتحاد الأوروبي.
بلغت قيمة التجارة البريطانية مع مجلس التعاون الخليجي حوالي 45 مليار جنيه إسترليني (61 مليار دولار) في عام 2019، أي ما يعادل 7% من حجم تجارة بريطانيا مع الاتحاد الأوروبي في العام نفسه. واشتدت المحادثات بشأن اتفاق تجاري في أواخر عام 2021، مباشرة بعد موافقة الدوري الإنجليزي الممتاز على استحواذ صندوق الاستثمارات العامة السعودي على نادي نيوكاسل يونايتد من الملياردير مايك أشلي.
أعرب وزير الصناعة والتجارة والسياحة في البحرين، زايد الزياني، في يناير 2022 عن أمله في أن يتمكن الطرفان من إتمام المفاوضات بحلول "نهاية هذا العام أو منتصف العام المقبل".
وفي يونيو 2021، صرّحت وزيرة التجارة الدولية البريطانية آن ماري تريفيليان بأن الاتفاقية ستستهدف زيادة سنوية قدرها 1.6 مليار جنيه إسترليني للاقتصاد البريطاني، وأنها ستكون اتفاقية تجارة حرة شاملة تغطي السلع المصنعة والمنتجات الزراعية بالإضافة إلى الخدمات المالية والرقمية.
وفي عام 2023، وقّعت المملكة المتحدة مذكرة تفاهم مع دولة الإمارات بشأن الخدمات المالية.

## المفاوضات
| الجولة | التواريخ                  | الموقع         | المرجع |
| ------ | ------------------------- | -------------- | ------ |
| 1      | 22 أغسطس – 29 سبتمبر 2022 | اجتماع افتراضي | [ 7 ]  |
| 2      | 5–9 ديسمبر 2022           | لندن           | [ 8 ]  |
| 3      | 12–16 مارس 2023           | الرياض         | [ 9 ]  |
| 4      | 17–28 يوليو 2023          | لندن           | [ 10 ] |
| 5      | 5–16 نوفمبر 2023          | الرياض         | [ 11 ] |
| 6      | 29 يناير – 9 فبراير 2024  | لندن           | [ 12 ] |

أكدت الحكومة البريطانية أن الجولة الأولى من المفاوضات أُجريت بين 22 أغسطس و29 سبتمبر 2022.
في 4 يوليو 2023، أعلنت البحرين عن خطط لاستثمار مليار جنيه إسترليني في المملكة المتحدة كخطوة أولية لتعزيز الروابط المتعلقة بالخدمات المالية في إطار اتفاقية التجارة المحتملة الجديدة.
وبعد الصعوبات التي واجهت إبرام اتفاقية التجارة الحرة بين الهند والمملكة المتحدة، أصبح بعض مسؤولي التجارة البريطانيين أكثر تشاؤمًا بشأن الصفقة مع الهند، ويرون أن اتفاقية تجارة حرة مع مجلس التعاون الخليجي تمثل صفقة أكثر واقعية يمكن إبرامها قبل الانتخابات المقبلة.
في 14 مايو 2024، استضافت المملكة العربية السعودية والمملكة المتحدة قمة استثمار مشتركة حضرها أكثر من 450 رجل أعمال بريطاني، بما في ذلك ممثلون عن بنك HSBC والخطوط الجوية البريطانية.
وفي 18 ديسمبر 2024، قدّم دوغلاس ألكسندر تحديثًا لمجلس العموم حول سير المفاوضات.
وفي 20 مارس 2025، ناقش كير ستارمر الاتفاق التجاري في مكالمة هاتفية مع محمد بن سلمان.
وفي 26 أبريل 2025، زار ديفيد لامي سلطنة عمان وقطر لمناقشة التقدم المُحرز في المفاوضات.

## الجدل
انتقد براندان أوهارا، عضو البرلمان ورئيس المجموعة البرلمانية المشتركة بين الأحزاب المعنية بالديمقراطية وحقوق الإنسان في الخليج، غياب مناقشات حقوق الإنسان. وقد تجنبت محادثات التجارة التطرق إلى أحداث مثل مقتل الصحفي السعودي جمال خاشقجي، واحتجاز دولة الإمارات للأكاديمي البريطاني ماثيو هيدجز بتهمة التجسس.